# Página/12
Página/12 est un quotidien publié à Buenos Aires, qui a été créé le 26 mai 1987 par le journaliste Jorge Lanata. Il est diffusé à environ 20 000 exemplaires. Appartenant au syndicat des concierges[réf. nécessaire]. Le journal est favorable à la politique du gouvernement de Néstor et Cristina Kirchner à partir de 2003.
Le directeur du Pagina/12 est Ernesto Tiffenberg.

## Historique
Le nom du journal vient du fait que ses éditions préliminaires au fur et à mesure de son élaboration comptaient 12 pages.
Avec un design épuré, un tirage quotidien de 10 000 exemplaires et une taille de 16 pages qui a doublé en quelques semaines, le journal contrastait fortement avec les autres journaux argentins en raison de son orientation progressiste, de ses articles de fond (chacun occupant plus qu'une page en moyenne) et une analyse riche. Inspiré selon son fondateur Jorge Lanata, du journal français Libération.
Le journal entretenait des relations étroites avec les gouvernements de Néstor et de Cristina Kirchner et a reçu de grandes quantités de publicité d'État. Cristina Kirchner a prononcé un discours lors du 25e anniversaire de la fondation du journal en 2012, faisant l'éloge de la ligne éditoriale, des journalistes et des pouvoirs publics. Elle affirme alors : « il y a une vraie bataille culturelle. Nous continuerons à nous battre dans tous les domaines, et Página/12 aussi. Ils ne nous vaincront que lorsque nous cesserons de nous battre ».
En décembre 2015 le site internet journal est rendu inaccessible par une cyber-attaque de grande ampleur. Les adresses IP impliquées dans cette attaque provenaient des canaux de l’entreprise Fibertel, le fournisseur d’accès internet du conglomérat médiatique Clarín.

## Controverses

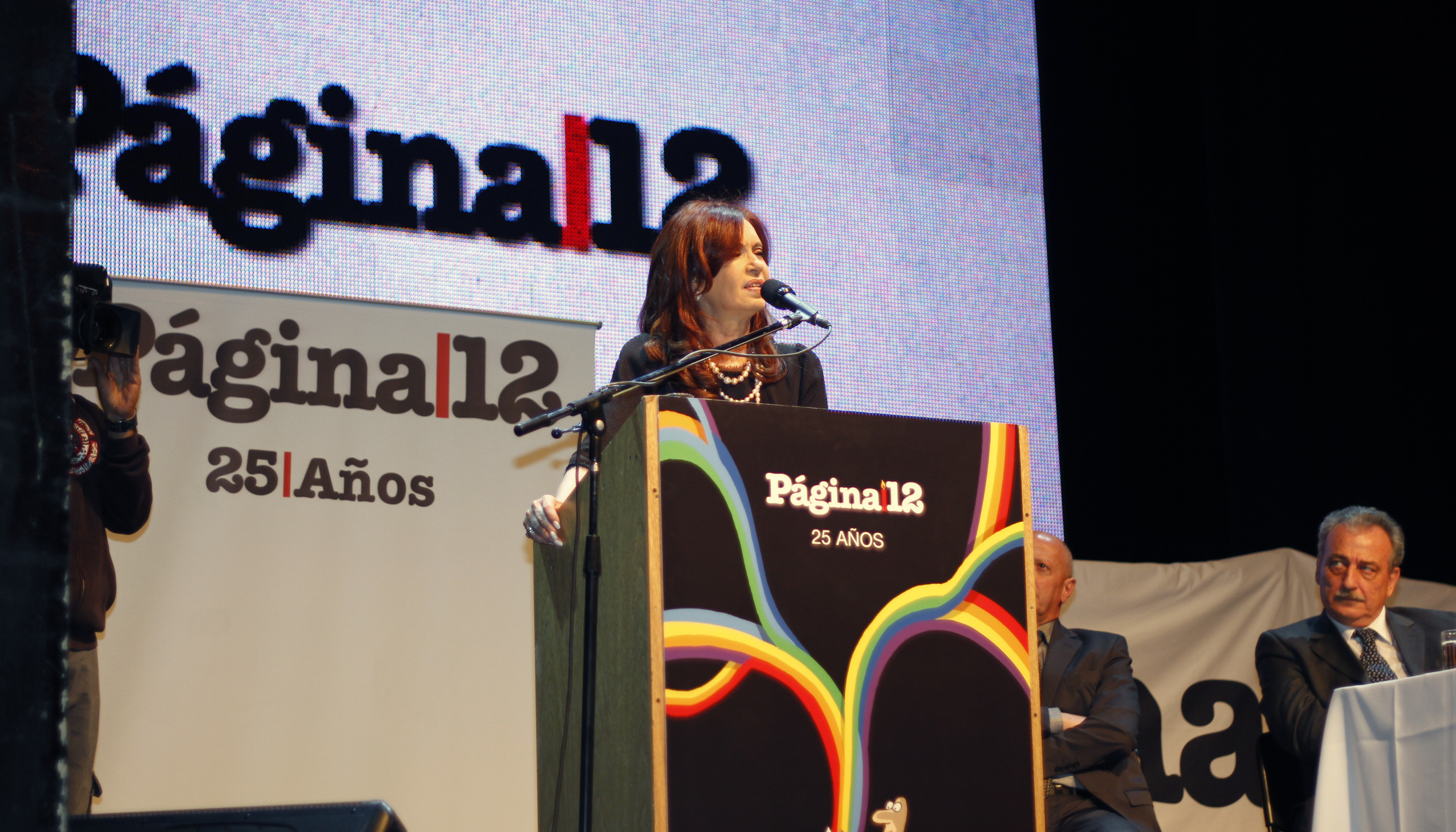
La Présidente Cristina Fernández de Kirchner, lors du 25e anniversaire du journal.

Le gouvernement des Kirchner a favorisé Página/12 en lui octroyant une grande partie des insertions publicitaires étatiques. La publicité d'État était destinée aux médias politiquement alignés sur les Kirchner, plutôt que sur les plus vendus. Cela a servi de récompense à ces médias pour leur soutien politique. L'administration Kirchner a cessé de publier les chiffres complets de cette opération en 2009. En 2010, les chiffres partiels publiés révélaient que Página/12 avait reçu 33,9 millions de pesos, soit 26,5 % du total de ces publicités. Les médias de Sergio Szpolski, également fervent partisan des Kirchner, ont obtenu 21 % du total, et tous les deux ont reçu ensemble 47,5 % de toute la publicité étatique. En revanche, Clarín, le journal le plus vendu, n'avait obtenu que 12,9 millions, soit 10 % de la publicité totale.
Quand Mauricio Macri a été élu président en 2015, il a redéfini le dispositif publicitaire. Página/12 a reçu 3,2 millions en 2017 dans le cadre du nouveau programme. Víctor Santa María, rédacteur en chef, considère qu'il s'agit d'une campagne de diffamation par une cabale de groupes hégémoniques et que la liberté de la presse est en danger. Il était soutenu par un certain nombre d'anciens présidents populistes latino-américains, qui ont écrit un manifeste contre la censure perçue contre Página/12.